# Lucky Luciano
Charles „Lucky” Luciano (született Salvatore Lucania) (Lercara Friddi, 1897. november 24. – Nápoly, 1962. január 26.) szicíliai születésű amerikai maffiózó. New York városát öt különböző maffiacsaládra osztotta fel, és ő segédkezett a maffia igazgatótanácsának megszervezésében is. Ő volt az első valódi vezetője a Genovese maffiacsaládnak. A Time magazin szerint Luciano egyike volt a 20. század húsz legnagyobb lángelméjének.

## Élete

### Fiatalkora
Salvatore Lucania Antonio és Rosalia (Cafarelli) Lucania fiaként született Lercara Friddiben, Szicíliában, 1897. november 24-én. A város elsősorban az ott található kénbányákról ismert, ahol apja is dolgozott. Luciano azonban mindig azt állította, hogy New Yorkban látott napvilágot, mégpedig tíz évvel korábban; 1887. november 11-én. Négy testvére volt: Bartolomeo (1890), Giuseppe (1898), Filippia (1901), és Concetta. A jobb élet reményében a család 1907-ben az Amerikai Egyesült Államokba emigrált. Ellis-szigetre érkeztek, New York Manhattan részébe, mely hely akkoriban igen populáris volt az emigráló olaszok számára.
14 éves korában Luciano otthagyta az iskolát, hogy egy hajón segédkezzen heti 5$ fejében. Miután egy kockajátékon 244$-t nyert, otthagyta ezt a munkát, és az utcán próbálta kamatoztatni a megszerzett pénzt.
Tizenéves korában Luciano megalkotta a saját bandáját, egyúttal a Five Points Gang tagja volt. Más kompániákkal ellentétben kerülte a piti csínytevéseket és helyette inkább védelmi pénzt számolt fel a zsidó kamaszoknak heti 10 cent fejében az olasz és az ír bandák ellen. Ezen idő alatt találkozott első ízben a zsidó tinédzserrel Meyer Lanskyvel, aki később az üzletfele is lett.
Nem tiszta, hogyan szerezte a „Lucky” ('szerencsés') becenevet. Egyes feltételezések szerint az a szerencse érte, hogy túlélt egy igen durva verést, melyet 3 férfi intézett ellene az 1920-as években. Kaphatta onnan is, hogy fiatalkorában egyszer sem került a börtön falai közé, és ezt egyfajta tehetségnek tartották. 1916 és 1936 között 25 alkalommal is a börtönbe kerülhetett volna: illegális hazárdjátékok, rablások és egyebek, mégis elkerülte a rácsokat. A Lucky név származhatott akár a keresztnevének – Luciano – helytelen kiejtéséből is.

### A szesztilalom kezdetén
1920. január 16-án hatályba lépett az alkotmány tizennyolcadik módosítása, amely szesztilalomként vált ismeretessé, és egészen 1933-ig tartott, annak hatályon kívül helyezéséig. A módosítás tiltotta bármiféle alkohol gyártását, eladását és annak szállítását egyaránt. Továbbra is jelentős kereslet volt az alkoholra, így ez a tilalom új lehetőséget adott a bűnözőknek forrásaik bővítésére.
1921-től kezdve Luciano rengeteg jövőbeli maffiavezérrel találkozott, többek közt Vito Genovesével és Frank Costellóval, akikkel barátságot kötött, majd később üzletfelek lettek a Five Points Gangben. Ugyanúgy 1921-ben történt az is, hogy a brooklyni banda feje – Joe Masseria – egyik fegyveresévé tette.
Valamikor a kora '20-as években Lucky otthagyta Masseriát, majd a szerencsejátékos Arnold „az Agy” Rothstein mellé szegődött. Rothstein meglátta a szesztilalom nyújtotta lehetőségeket és Lucianót bízta meg az alkoholcsempészet bizniszével. Luciani, Costello és Genovese végül elindították saját csempész ügyleteiket Rothstein finanszírozásával.
Rothstein Luciano mentora lett. 1923-ban – miután néhány bűnözői csoport előtt hírhedtté tette magát egy bizonytalan kimenetelű drogügylet miatt – Luciano Rothsteinhez fordult tanácsért. Ő azt javasolta Luckynak, hogy vásároljon 200 előnyös ülőhelyet a bronxi Jack Dempsey–Luis Firpo bokszmérkőzésre, majd szórja szét a jegyeket a főbb gengsztereknek és politikusoknak. Eztán Rothstein egy bevásárlókörútra vitte Lucianót a manhattani Wanamaker's Áruházba, hogy előkelő ruházatot ölthessen magára a meccs alkalmából. A stratégia nagyszerűen működött, mert Luciano helyreállította vele hírnevét.
1925-ig Luciano évente 12 millió dollárt keresett, ennek ellenére a nettó keresete mindössze 4 millió dollár volt évente, mert a többi pénz politikusok és rendőrök megvesztegetésére ment el. Luciano és partnerei vezették a legnagyobb csempészetet New Yorkban, amely aztán kiterjedt Philadelphiára is. Skóciából skót whiskyt, a Karib-térségből rumot és Kanadából whiskyt importáltatott az Államokba. Luciano az illegális szerencsejátékokban is érdekelt volt.
1928. november 2-án egy bukméker „ólommérgezéssel” halálba küldte Rothsteint, egy nagyobb nyeremény miatt, Luciano pedig visszanyergelt Masseriához.

### Szerepe a maffia csoportok együttműködésében
Luciano egyhamar a brooklyni Giuseppe Masseria jobbkeze lett. Arnold Rothsteinnel ellentétben Masseria rossz modorú és műveletlen volt, ráadásul az irányításban sem jeleskedett túlságosan jól. A '20-as évek vége felé Masseria riválisa Salvatore Maranzano volt, aki Szicíliából érkezett, hogy ellenőrzése alatt tarthassa a Castellammarese klán dolgait. Ez a rivalizálás aztán a Castellammarese-háborúba torkollt, mely 1928-tól 1931-ig tartott, és közel 60 gengszter halálához vezetett.
Masseria és Maranzano nevezetesek voltak mint Mustache Pete, mint olyanok, akik a bűnözői karrierjüket már Olaszországban megkezdték. Hittek az öreg maffiavilág alapjainak – az „örökség”, „tisztelet”, „hagyomány” és „méltóság” – fenntarthatóságában. A Mustache Pete-hez tartozó emberek nem akartak dolgozni senkinek, aki nem olasz vagy itáliai amerikai, és mindenképp szkeptikusak maradtak a nem szicíliai, szicíliai–amerikai emberekkel szemben. Néhányan még annak lehetőségét is visszautasították, hogy olyanoknak dolgozzanak, akik nem ugyanarról a helyről származtak, mint ők. Luciano – ennek ellenére – dolgozott zsidó és ír gengsztereknek is, ha nagy pénzkeresési lehetőséget szimatolt. Ezen okból kifolyólag pletykák keltek szárnyra. Meglepődött annak hallatán, hogy a konzervatív szicíliaiak az ő üzleteivel példálóznak: amelyek közeli barátjával, Frank Costellóval zajlottak le; ők csak koszos calabriainak nevezték az illetőt.
Luciano ápolni kezdte a kapcsolatot a fiatalabb gengszterekkel, akik az USA-ban kezdték el karrierjüket. „Fiatal zsarnok” néven voltak ismertek. Luciano próbálta felhasználni mindazt, amit Rothtsteintől tanult korábban, hogy a bandájuk cselekedeteit magasabb szintre emelhesse. Ahogy a háború terjeszkedett, úgy olvasztott magába ez a csoport számos későbbi maffia vezért, mint Frank Costellót, Vito Genovesét, Albert Anastasiát, Joe Adonist, Joe Bonannót, Carlo Gambinót, Joe Profacit, Tommy Gaglianót és Tommy Lucchesét. Luciano álma az volt, hogy megvalósítson egy országos bűnöző testületet, amely egyaránt magába foglalna olasz, zsidó és ír bandákat. Ez képes lenne összetartani az összes forrást, és a szervezett bűnözést egy mindenki számára jövedelmező biznisszé alakítaná.
1929 októberében Lucianót pisztollyal egy limuzinba kényszerítette három férfi. Megverték, megkéselték, majd kidobták egy strandon, a Staten Islandon. Valahogy túlélte ezt a megpróbáltatást, de ez megjelölte egy örök életre: egy heggel az arcán, és szeme vágásának torzulásával. A támadók kiléte nem derült ki. Legalábbis amikor a rendőrök felvették tanúvallomását, azt állította, hogy fogalma sincs, kik támadták meg. 1953-ban azonban Luciano egy riporternek azt mondta, hogy maguk a rendőrök voltak azok, akik elrabolták és megverték. Néhány pletyka szerint Maranzano volt az, aki elrendelte a támadást; míg egyes történetek egy féltékeny férjet és rablást emlegetnek. Ennek a történetnek a legnagyobb konzekvenciája az újságokban megjelenő cikkek voltak, melyek Lucianót a nyilvánosság felé tolták.

### Szerepe Masseria meggyilkolásában
1931 elején Luciano Masseria ellen indult. A háború rossz irányban indult Masseria számára. Luciano lehetőséget látott arra, hogy irányt válthasson hűsége; egy titkos egyezséggel Luciano engedélyt kapott Maranzanótól arra, hogy megtervezze Masseria halálát. Amennyiben tervét siker koronázza, Maranzano jobb kezévé válhat.
Április 15-én Luciano meghívást kapott Masseriától, hogy ebédeljenek együtt néhány szövetségessel egy Coney Island-i étteremben. Miután befejezték az ebédet, a gengszterek kártyázni kezdtek. Ekkor Luciano kiment a mosdóba. Négy fegyveres toppant ekkor be — Vito Genovese, Albert Anastasia, Joe Adonis és Bugsy Siegel, majd az ebédlőbe mentek, és megölték Masseriát két emberével együtt. Luciano kapta meg Masseria embereit, valamint Maranzano helyettesévé vált. Ezzel véget ért a Castellammarese-háború.